# Gmach Kierownictwa Marynarki Wojennej w Warszawie
Gmach Kierownictwa Marynarki Wojennej – zabytkowy modernistyczny budynek znajdujący się w Warszawie przy ul. Żwirki i Wigury 105. 
Budynek jest przykładem architektury funkcjonalnej z lat 30. XX wieku. Został wzniesiony w latach 1933–1935 według projektu Rudolfa Świerczyńskiego. Autorem konstrukcji był Stefan Bryła.
Pierwotnie gmach mieścił Kierownictwo Marynarki Wojennej. Po 1945 był siedzibą innych instytucji wojskowych.